# Pont Fabricius
Le pont Fabricius (ponte Fabricio en italien, couramment appelé aussi ponte dei Quattro Capi, « pont des Quatre Têtes »), est un pont de Rome, reliant l'île Tibérine à la rive gauche du Tibre, vers le Champ de Mars, près du théâtre de Marcellus et du forum Boarium. Il est le plus ancien de tous les ponts de la capitale italienne encore dans son état d'origine. 

## Histoire, épigraphie

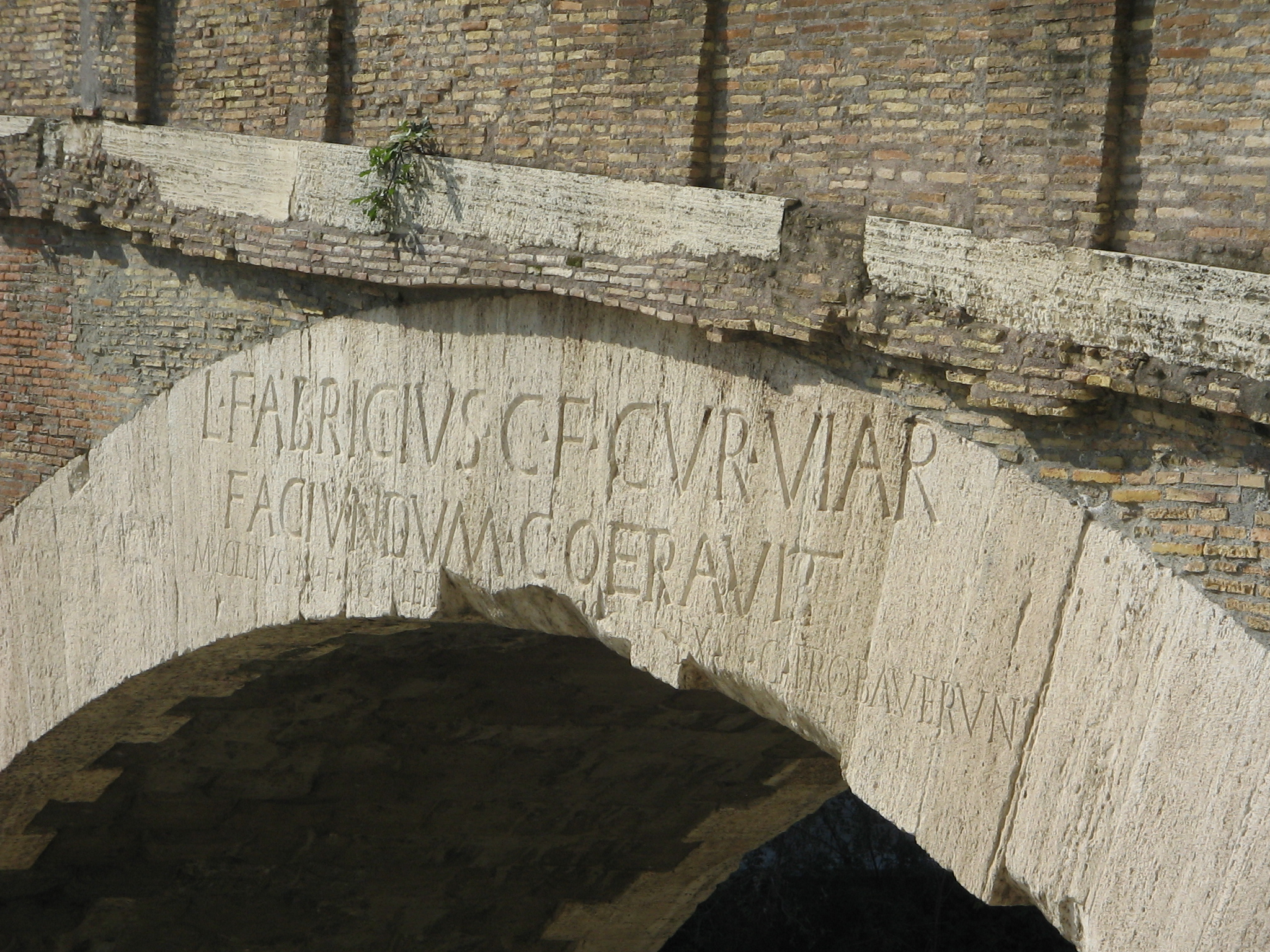
La grande inscription de Lucius Fabricius, « curator viarum » ; au-dessous, inscription rappelant la restauration de 21 av. J.-C..

La date de sa construction nous est bien connue grâce à l'historien Dion Cassius : c'est celle qui suivit le consulat de Cicéron, soit 62 av. J.-C. Elle est confirmée par l'aspect et le style de l'inscription répétée quatre fois, figurant en amont et en aval des deux arches principales : ces inscriptions redondantes immortalisent le nom d'un certain Lucius Fabricius, curator viarum (chargé de la voirie). 
D'autres inscriptions plus discrètes rappellent des restaurations, l'une en 21 av. J.-C., après la grande crue de 23 av. J.-C. ; l'autre en 1679, par le pape Innocent XI.

## Architecture

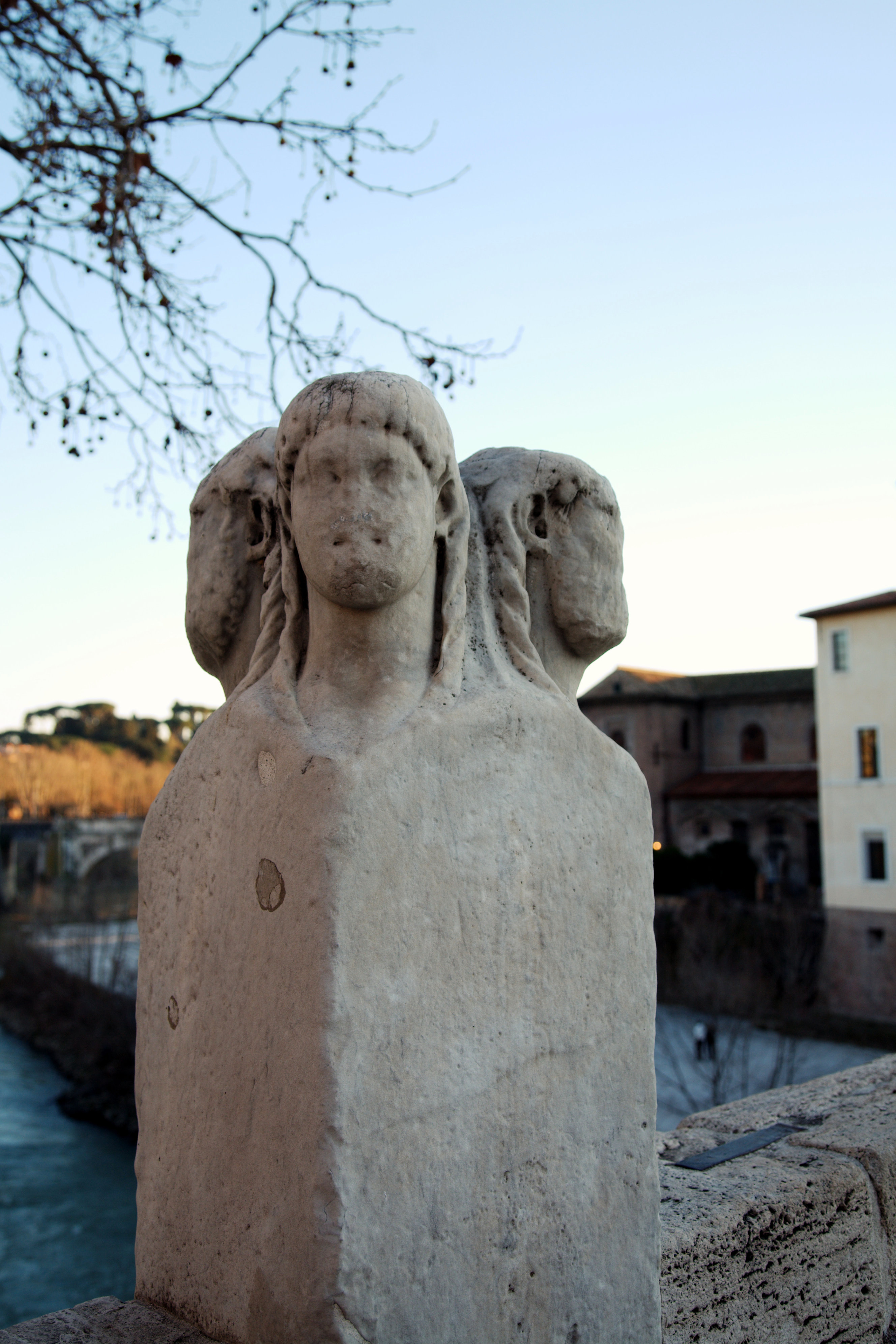
L'un des Hermès quadrifrons.

Les deux grandes arches un peu surbaissées ont une ouverture de 24,50 m, la largeur du pont est de 5,50 m, et sa longueur totale de 62 m. Deux petites arches d'accès ont été noyées dans les aménagements du quai, à la fin du XIXe siècle.
La pile centrale est percée d'un ample « dégueuloir » permettant de soulager la pression hydraulique sur l'ouvrage en cas de forte crue.
Les balustrades (modernes) sont ornées de deux hermès (bornes de carrefours) quadrifrons, c'est-à-dire présentant quatre visages. Ces termes de pierre blanche sculptée sont très usés, certainement antiques, placés là - ou replacés - lors de la restauration du XVIIe siècle.